# Saeb Erekat

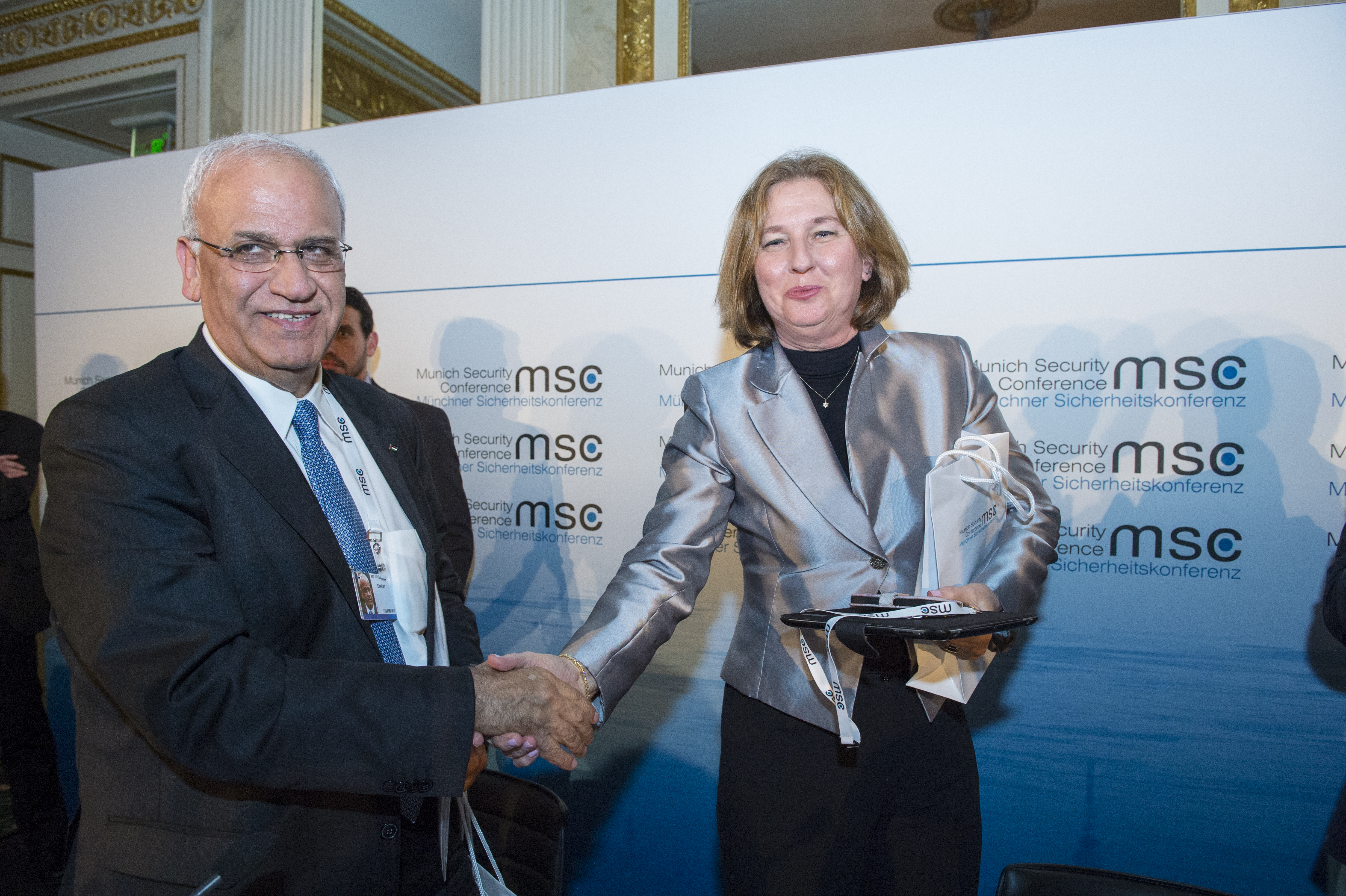
Saeb Erekat mit Tzipi Livni (2014)

Saeb Erekat (arabisch صائب عريقات Ṣāʾib ʿUraiqāt; * 28. April 1955 in Abu Dis; † 10. November 2020 in Jerusalem) war ein palästinensischer Politiker (Fatah), Generalsekretär der PLO und langjähriger Chefunterhändler in den palästinensisch-israelischen Verhandlungen.

## Leben
Saeb Erekat studierte in San Francisco und Bradford und war promovierter Politikwissenschaftler. Nach seiner Rückkehr war er Professor an der Universität Nablus. Er arbeitete zwölf Jahre als Korrespondent der Tageszeitung al-Quds al-arabi. Zu seiner Arbeitshistorie gehören der Oslo-Friedensprozess von 1996 bis zu seinem ersten Rücktritt 2003. Drei Monate nach dem Rücktritt ließ er sich erneut von Jassir Arafat berufen. Für die Fatah wurde Erekat 2006 im Wahlkreis Jericho in den Palästinensischen Legislativrat gewählt. Von 2015 bis 2020 war er Generalsekretär der PLO.

### Politische Einstellung
Erekat kam während seines Studiums in Großbritannien zu der Überzeugung, dass der Nahostkonflikt nur auf dem Verhandlungsweg gelöst werden könne. Er ein Verfechter der Zweistaatenlösung und betrachtete die israelischen Siedlungen als Friedenshindernis. Seine Kompromissbereitschaft im Jahr 2008 in Fragen der Grenzziehung in Jerusalem, dem Rückkehrrecht der Vertriebenen und von Entschädigungen belegen die geleakten Palestine Papers, die Al Jazeera 2011 veröffentlichte. Er kritisierte die Annexionspläne Israels im Westjordanland und den „Friedensplan“ von US-Präsident Donald Trump, den er als „Betrug des Jahrhunderts“ bezeichnete, wie auch die Aufnahme diplomatischer Beziehungen der Vereinigten Arabischen Emirate mit Israel im Jahr 2020. Damit lag er auf der Linie von Mahmud Abbas, als dessen möglicher Nachfolger er zuletzt gehandelt wurde. Im Unterschied zu den meisten anderen palästinensischen Politikern seiner Generation war Erekat nie inhaftiert. Er sprach kein Hebräisch, war aber auf Englisch ein begehrter Interviewpartner der internationalen Medien und erhielt deshalb den Spitznamen Mr. CNN. Seine geleakten Verhandlungspositonen, die er später als einen „Berg aus Lügen“ bezeichnete, machten es einerseits schwierig, alle Palästinenser als Fanatiker zu diffamieren, sie schadeten andererseits dem Ansehen von Fatha und PLO in den Augen der eigenen Öffentlichkeit, zumal diese Organisationen von Hamas des Verrats beschuldigt wurden und Erekat von Israel kaum Entgegenkommen erhielt.

### Medizinische Behandlung und Tod in Israel, Kontroverse
2017 hatte sich Erekat einer Lungentransplantation unterziehen müssen. Im Oktober 2020 erkrankte er schwer an COVID-19 und musste unter maximalem Aufwand intensivmedizinisch behandelt werden. Auf Bitten der palästinensischen Behörde wurde er in Israel behandelt, zunächst in Tel Aviv, dann in einem Hadassah-Krankenhaus in Jerusalem, wo er am 10. November 2020 starb.
Diese Behandlung eines hochrangigen PLO-Funktionärs stieß in Israel auch auf Kritik. In Social Media häuften sich Angriffe gegen Hadassah, auch Forderungen, der israelische Staat solle Erekat sterben lassen, wurden laut. Vor dem Krankenhaus, in dem Erekat behandelt wurde, kam es zu Protesten. Michal Cotler-Wunsh, Mitglied der Knesset für Kachol Lavan, verlangte im Gegenzug humanitäre Konzessionen der Palästinenser, beispielsweise durch Freilassung israelischer Soldaten, die von der Hamas gefangen gehalten werden. Knesset-Mitglied Ariel Kallner vom Likud sah in der Behandlung Erekats durch Israel ein Zeichen der Schwäche; die Palästinenser hätten statt in Terrorismus in den Aufbau ihres eigenen Gesundheitssystems investieren sollen. Auch der Knesset-Abgeordnete Bezalel Smotrich äußerte: „Allein, dass manche meinen, dass es moralisch sei, einen Feind zu pflegen, ist nicht moralisch.“ In den Zeitungen Haaretz und Jedi’ot Acharonot hingegen wurde die Behandlung als Akt der Humanität und Menschlichkeit beurteilt.

### Privates
Erekat war verheiratet und hatte Zwillingstöchter und zwei Söhne. Er hatte zuletzt in Jericho gewohnt, wo er am 11. November unter Anteilnahme der palästinensischen Staatsspitze beerdigt wurde.